# Братья по крови (фильм, 1973)
«Братья по крови» (кит. 刺馬, англ. The Blood Brothers, букв. Убить Ма) — гонконгский фильм режиссёра Чжана Чэ, вышедший в 1973 году.

## Сюжет
Два приятеля-бандита Чжан и Хуан пытаются убить Ма. Видя что враг силён, они объединяются с ним и вскоре побеждают бандитов, после чего становятся их лидерами. Однако, Ма более амбициозен — он хочет пробиться во власть и стать большим человеком.
Ма покидает своих друзей, а после того, как он получает важную должность, они встречаются снова. Став генералом, Ма намеревается разобраться с бандой «длинноволосых» бандитов, а его тайной целью является жена Хуана Ми Лань, поскольку он уже давно любит её. Однажды, когда Чжан и Хуан ушли драться с бандитами, Ма и Ми заводят роман. Ма приказывает своим людям, чтобы те подстроили убийство Хуана. Таким образом он пытается устранить все препятствия на пути к своему счастью. Ма рассказывает об этом Чжану и Ми, после чего Чжан нападает на Ма, но терпит неудачу и сбегает. Чжан прячется перед парадом на столбе, чтобы внезапно атаковать Ма. План срабатывает и после драки Ма погибает.
Чжан рассказывает эту историю в суде после убийства Ма. Судья принимает решение о казни Чжана, которой впоследствии руководят люди Ма.

## В ролях
| Актёр         | Роль                               |
| ------------- | ---------------------------------- |
| Дэвид Цзян    | Чжан Вэньсян                       |
| Ти Лун        | Ма Синьи                           |
| Чэнь Гуаньтай | Хуан Цзун                          |
| Цзин Ли       | Ми Лань                            |
| Тхинь Чхин    | Ма Чжунсинь                        |
| Дэнни Ли      | Цэн Тяньян                         |
| Фань Мэйшэн   | глава горных бандитов Янь Чжэньфэн |
| Чин Мяо       | судья                              |
| Чжэн Лэй      | (в удалённых сценах)               |
| Вон Чхинхо    | помощник судьи                     |
| Ён Чаклам     | Ли Вэнь                            |
| Ван Гуанъюй   | подручный Ма                       |
| Лю Ган        | подручный Ма                       |
| Брюс Тхон     | подручный Ма                       |
| У Чицинь      | подручный Ма                       |

## Съёмочная группа
- Кинокомпания: Shaw Brothers
- Продюсер: Шао Жэньлэн
- Режиссёр: Чжан Чэ
- Сценарий: Чжан Чэ, Ни Куан[кит.]
- Постановщики боёв: Лю Цзялян, Тан Цзя[кит.]
- Ассистент режиссёра: Джон Ву, Годфри Хо[англ.]
- Художник: Джонсон Цао
- Композитор: Фрэнки Чань[кит.]
- Оператор: Гун Мудо
- Грим: У Сюйцин
- Монтажёр: Куок Тинхун